# ¿Por qué seguir matando?
¿Por qué seguir matando? (en italiano: Perché uccidi ancora) es una película de aventuras wéstern italiana de 1965 dirigida por José Antonio de la Loma y Edoardo Mulargia.

## Argumento
Steven MacDougall abandona el ejército cuando recibe el mensaje de que un miembro del clan López ha matado a su padre. Se apresura a proteger a sus parientes, pero el clan López sabe que vendrá. A duras penas escapa de su trampa. Cuando finalmente se une a su familia, su granja es atacada, pero Steven lucha contra sus enemigos en otra ocasión. Ahora el diabólico clan López contrata a un asesino profesional externo.

## Reparto
- Anthony Steffen como Steve McDougall.
- Ida Galli como Judy McDougall.
- Aldo Berti como Gringo.
- Gemma Cuervo como Pilar Gómez (en los créditos como Jennifer Crowe).
- José Calvo como López (en los créditos como Joseph Calvo).
- Hugo Blanco como Manuel López.
- José Torres como López Secuaz.
- Franco Latini como Oliveras (en los créditos como Frank Campbell).
- Ignacio Leona
- Lino Desmond como Hermano de Gringo.
- Willi Colombini
- Stelio Candelli (en los créditos como Stanley Kent).
- Giovanni Ivan Scratuglia como Secuaz de López (en los créditos como Giovanni Ivan).